# Shawna Baca
Shawna Baca est une réalisatrice, productrice et scénariste américaine.

## Filmographie
- 2003 : Rose's Garden